# Радостный (Тверская область)
Радостный — посёлок в Бежецком районе Тверской области. Входит в состав Моркиногорского сельского поселения.
Расположен в 32 км (по шоссе) на юго-запад от райцентра Бежецк, на реке Бережа, высота центра селения над уровнем моря 141 м.

## Население
| 2008 | 2010 |
| ---- | ---- |
| 16   | ↘14  |